# Producția de cafea în Martinica

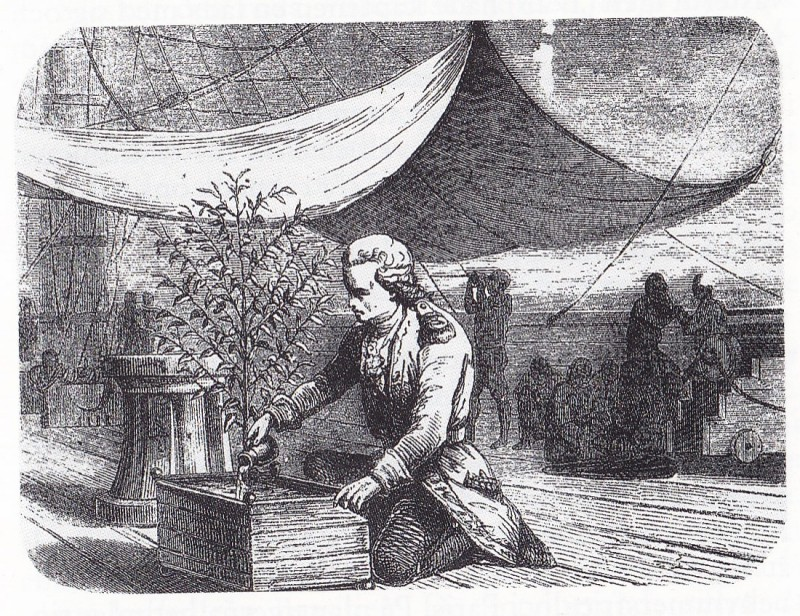
Gabriel de Clieu cu un arbore de cafea

Producția de cafea în Martinica datează din 1723 și se datorează efortului depus de ofițerul naval francez Gabriel de Clieu. Ea s-a răspândit, mai târziu, din Martinica, regiune de peste mări a Franței, în alte locuri din zona Caraibelor și din America de Sud.

## Istorie
Profesorul Jules Rossignon a scris că, în 1723, medicul regal Pierre Chirac i-a dat lui Gabriel de Clieu, un locotenent în Marina Franceză, un arbore de cafea pentru a fi plantat în Martinica. În ciuda faptului că regele Ludovic al XV-lea a refuzat să-i dea această permisiune, de Clieu a luat un altoi dintr-un arbore de cafea din grădinile regale și l-a plantat în Martinica. El a dat semințele colonelului De la Guarigue-Survillier, ce conducea miliția din Martinica, și celorlalți locuitori ai insulei, care le-au plantat. Clieu s-a confruntat cu mai multe provocări în timpul drumului către Martinica, inclusiv cu un atac al piraților și cu o furtună în Atlantic. Cutia de sticlă în care se afla planta s-a spart, iar ofițerul și-a împărțit propria sa rație de apă cu planta atunci când a avut loc o criză de apă pe navă în timpul călătoriei. După ce a ajuns în cele din urmă la destinație, el a plantat ramura, care a crescut, și în câțiva ani s-au înființat primele plantații de cafea în Martinica.
Plantațiile de cafea au proliferat în Martinica, fiind plantați aproximativ 18 milioane de arbori de cafea până la cutremurul din 7 noiembrie 1727. Sârguința și perseverența coloniștilor au fost atât de mari încât această insulă a început să producă mai multă cafea decât era necesară pentru consumul Franței. Câțiva arbori de cafea au fost trimiși din Martinica la Santo Domingo, în Guadelupa și în alte insule învecinate, precum și în America Centrală și de Sud.

## Producție
Potrivit statisticilor FAO pentru anul 2013, producția de cafea verde din Martinica a fost de 25 de tone pe o suprafață cultivată de 30 ha cu o rată de randament de 8.333 hectograme la ha.